# Štefan Kovač
Za madžarskega evangeličanski duhovnika, delujočega v Prekmurju, glej Števan Kovatš.
Štefan Kovač (partizansko ime Marko, rojen Kovács István), slovenski publicist, pravnik, komunist in narodni heroj, * 28. avgust 1910, Nedelica, Avstro-Ogrska, † 18. oktober 1941, Gančani.

## Življenje
Štefan Kovač se je rodil 28. avgusta 1910 v Nedelici očetu Francu Kovaču, kmetu in mlinarju ter materi Veroniki Kovač, roj. Čeh, ki je umrla kmalu po njegovem 
rojstvu. Zanj je zato skrbela krušna mati Veronika Kovač, roj. Duh. Po osnovni šoli je šolanje na nadaljeval na gimnaziji v Murski Soboti, kjer maturira leta 1930. Po maturi odide  študirat pravo na Pravno fakulteto v Ljubljani in tam 1934 diplomira. Že na univerzi se je aktivno vključil v delo akademskega kluba Triglav. Naslednje leto pa opravi še državni pravosodni izpit. Po končani diplomi se je zaposlil kot pravnik pri advokatu Aleksandru Valyju.
V Murski Soboti je začel aktivno delovati v Društvu Kmečkih fantov in deklet. Med letoma 1935 in 1936 je služil vojaški rok in dobil čin podporočnika. Leta 1936 se je posebej izkazal v vodilni agitaciji za opozicijo. Za svoj revolucionarni govor, na tekmovanju mladih žanjcev, na Veščici, je dobil denarno kazen. Septembra 1937 leta se je zaposlil zopet kot pripravnik pri advokatu, Vekoslavu Kukovcu, v Mariboru. V Delavsko - kmečki zvezi je Kovač postal aktivni član in ko je časopis »Neodvisnost« postalo uradno glasilo te zveze, je Štefan Kovač postal urednik tega časopisa. 11. oktobra 1937 je v časopisu »Neodvisnost« izšel odmeven članek, s pozivom na združitev v enotno fronto, pred nevarnostjo fašizma. Leta 1938 je v Mariboru v reviji Obzorja objavil študijo Gospodarske in socialne razmere v Prekmurju.
Tega leta je bil tudi izvoljen za predsednika zadruge Neodvisno gledališče in bil sprejet v KPS. Leta 1939 je postal sekretar Komunistične partije za Prekmurje. Istega leta se je poročil Mimo Zupančič, učiteljico v Radmožancih. Od februarja do junija 1940 je bil skupaj z drugimi prekmurskimi aktivisti in izobraženci interniran v Bileči. Po aprilski vojni in madžarski okupaciji Prekmurja je partijsko vodstvo v Prekmurju začelo z organizacijo propagandnih akcij proti okupatorju, zbiranjem orožja, vzpostavljanjem postojank in skrivališč. V juniju in juliju leta 1941 je začelo  tudi z organizacijo oboroženega odpora. Kovač je moral kot glavni protiokupatorski organizator v ilegalo, preoblečen v kmečkega človeka in z bombami v cekarju je prepotoval obmurske kraje in organiziral zavedne Prekmurce za boj proti okupacijskemu režimu.  
6. julija 1941 so madžarski okupatorji začeli že tudi s prvimi aretacijami agilnih članov KPS. 30. avgusta 1941, je Kovač sklical sestanek sodelavcev in aktivistov, na Kamenščici (pri Trnju), ki se ga je udeležilo okrog 30 udeležencev. Na tem sestanku je bil ustanovljen Okrožni Narodnoosvobodilni odbor (NOO) s konkretnimi zadolžitvami članov. Po ustanovitvi okrožnega in akcijskega narodnoosvobodilnega odbora so se v Prekmurju širile sabotažne akcije in začela se je temeljitejša priprava za boj proti okupatorju in njegovim sodelavcem. 
Madžari pa so budno spremljali akcije upora in 27. septembra 1941 aretirali okrog 60 sodelavcev in simpatizerjev NOG, vendar mu vodstva ni uspelo aretirati. 18. oktobra pa so aretirali Evgena Kardoša, člana vodstva upora, pri katerem so našli seznam sodelavcev in simpatizerjev, v koledarju pa podčrtan 18. oktober. Po hudem mučenju je Kardoš izdal, da je 18. oktobra predviden sestanek vodstva upora s sodelavci, v Križančevem hrastu, pri Gančanih.
Izdal je tudi znak, ki naj bi potrdil varnost lokacije. Madžarski policiji je uspelo prisiliti Kardoša, da je sam z žvižganjem znaka privabil Kovača in Vinka Meglo do mesta sestanka. Madžari so takoj močno obsvetili oba, Kovača so na mestu ubili, Megla pa je bil ranjen, vendar je uspel pobegniti, prav tako drugi vabljeni na sestanek. Kardoša pa so Madžari skupaj z Štefanom Cvetkom 31. septembra obesili na dvorišču soboškega gradu.
Štefan Kovač – Marko je bil 20. decembra 1951 imenovan za nosilca reda Narodnega heroja Jugoslavije. V njegovo čast stojita kipa v Murski Soboti in Turnišču. Po njem je poimenovanih tudi več prekmurskih društev (pevski zbor, avtomotozveza, športno društvo, glasbena skupina) in ena od glavnih cest v središču Murske Sobote (Ulica Štefana Kovača). Nekaj časa se je po njem imenovala šola v Turnišču. Njegova rojstna hiša v Nedelici je obnovljena in spremenjena v etnografski muzej.